# Cantonul Lapleau
Cantonul Lapleau este un canton din arondismentul Tulle, departamentul Corrèze, regiunea Limousin, Franța.

## Comune
- Lafage-sur-Sombre
- Lapleau (reședință)
- Latronche
- Laval-sur-Luzège
- Saint-Hilaire-Foissac
- Saint-Merd-de-Lapleau
- Saint-Pantaléon-de-Lapleau
- Soursac